# Français de France
Pour les articles homonymes, voir français (homonymie).
 (mars 2018).
Le français de France est la variété de la langue française parlée en France métropolitaine, généralement réduite au français de Paris et utilisée de manière presque exclusive par les médias français. La France métropolitaine connaît toutefois de nombreuses variétés régionales du français autres que le français parisien, qui font que le terme « français de France » reste imprécis. Dans la France d'outre-mer, il est plus souvent appelé français de métropole, français métropolitain ou français hexagonal.
Traditionnellement associé au français standard, le français de France est au XXIe siècle parfois considéré comme une variété de français, ce qui implique qu'il comporte un ensemble de registres (familier, neutre, soutenu...), au même titre que d'autres variétés de français (le français du Québec, le français de Suisse, le français de Belgique...). Le terme est souvent employé dans le cadre du débat sur la norme du français québécois, par les linguistes professionnels qui s'intéressent à la variation diatopique des langues. Dans les faits le français courant parlé en France métropolitaine est peu uniforme et de très nombreux éléments de lexique, expressions, tournures du français québécois se retrouvent hors de la région parisienne. De la même manière le français métropolitain parlé près des frontières suisse et belge ne diffère pas de celui parlé en Wallonie et en Suisse romande.
Le français de France étant la variété la mieux décrite dans les ouvrages linguistiques, il est souvent considéré comme le « français de référence » (à ne pas confondre avec « français standard »), les descriptions d'autres variétés de français se faisant souvent en les comparant à cette variété.
Un régionalisme propre au français de France est appelé francisme, moins souvent hexagonisme.

## Caractéristiques

### Phonologie
De manière générale, la distinction entre /ɛ/ et /ɛː/ ne sont distinguées que par une minorité (surtout à Franche-Comté) . Les paires mettre/maître, faite/fête sont généralement prononcées sans distinction en France, sauf parfois par des locuteurs parisiens âgés, des Nordistes ou bien conservateurs (linguistiquement). Cette distinction est en déclin dans le français de France depuis plus d'un siècle, et son existence échappe désormais à la conscience de l'immense majorité des Français, bien que la distinction soit encore nette en français belge et en français canadien.
Les voyelles /a/ et /ɑ/ ne sont distinguées que par une minorité (notamment à Franche-Comté). Les paires patte/pâte, tache/tâche sont généralement prononcées sans distinction en France. Pour les Nordistes qui font la distinction, elle est seulement faite par la longueur: pâte [paːt]. Cela est encore plus raisonnable lorsque l'orthographe n'indique pas la présence possible d'un a postérieur : sable, cadre, cadavre sont toujours prononcés avec un a antérieur. Les deux éléments du nom Jacques Chirac riment. La majorité des Français sont conscients de l'existence chez certains de cette distinction, qui était encore majoritaire dans les années 1950. De plus en plus, le phonème /œ̃/ est remplacé par /ɛ̃/ (cela n'est pas le cas dans le sud et l'est de la France, tout comme en Belgique, en Suisse et au Canada). Ainsi, les paires brin/brun, empreint/emprunt sont pour certains homophones. Bien que cette distinction soit maintenue par un très grand nombre de Français, ceux qui ne la font pas ne la remarquent souvent pas chez les autres, contrairement au cas de la distinction patte/pâte.
Il existe d'autres fusions phonémiques en France qui ne prédominent pas encore à Paris, dont certaines sont d'origine régionale ou marquées socio-linguistiquement. Les plus répandues sont sans doute illustrées par les paires homophones suivantes :
- poignée/poignet (très répandue) (seulement en syllabe ouverte). Même chez ceux qui maintiennent cette distinction, pour certains d'entre eux, de nombreux mots en -ai changent de catégorie : prendrai prononcé comme prendrais (c'est-à-dire comme poignet) et j'ai, quai, gai prononcés avec le son /ɛ/ ;
- jeune/jeûne (uniquement dans le Sud de la France) (seulement en syllabe fermée) ;
- pomme/paume (uniquement dans le Sud-Est surtout) (seulement en syllabe fermée) ;
- déjeuner prononcé comme « déjner », le eu étant considéré comme un e caduc sujet à suppression ;
- saigner rime avec lainier.

Cette remarque s'étend de plus au e caduc, comme pour le pronom le accentué, prononcé leu /lø/ dans « Fais-le ! ». En réalité, la prononciation ancienne en /lə/ de le accentué, sans arrondissement des lèvres, est actuellement très minoritaire en France, remplacée par /lø/ ou une articulation proche de /lœ/[réf. nécessaire].
À noter également :
- un affaiblissement de la distinction voyelles /e/ et /ɛ/ à l'intérieur des mots. Par exemple, au Canada, on prononce normalement blesser comme /blɛ.se/, mais en France, on entend plutôt /ble.se/, par assimilation du premier ‹ e › à la qualité du dernier, même chez les locuteurs qui distinguent nettement /e/ et /ɛ/ à la fin des mots ;
- une tendance à l'insertion d'un e caduc non étymologique pour éviter la création de certains groupes consonantiques, comme dans ours blanc, prononcé /uʁsə.blɒ̃/.

Les prononciations suivantes sont fréquentes mais pas toutes universelles :
- août, but, scorbut et vingt sont prononcés avec /t/ final. Le /t/ de vingt est parfois prononcé dans le département du Nord ou dans l'est de la France (Bourgogne-Franche-Comté, Grand Est) mais plus rarement dans d'autres régions de France ;
- ananas, détritus sont prononcés avec /s/ final ;
- osciller rime avec épiler ;
- tome rime avec pomme.

Les prononciations des mots provenant de l'anglais :
- Mickey, hockey, et d'autres mots anglais en ey prononcés /mi.kɛ/, /ɔ.kɛ/ etc. (prononciation fondée sur l'orthographe) ;
- hall, baseball, etc. prononcés /ol/, /bɛz.bol/ etc. (prononciation plus proche de la prononciation britannique).

### Lexique (francismes)

#### Vie quotidienne
- buraliste « marchand d'un bureau de tabac[7] » ;
- voie express, désignation de routes à chaussées séparées n'ayant pas le statut d’autoroute.

#### Cuisine
- petit salé, sorte de lard salé[8] ;
- petit suisse, « petit fromage frais à la crème » (au Canada, petit suisse désigne plutôt une espèce de tamia)[9] ;
- noix de pécan, « pacane »[10] au Canada.

#### Sports
- footing  « jogging, course à pied »[11] (aussi utilisés).

#### Francismes familiers
- flemmarder « paresser, flâner »[12] ; variante : glandouiller; un synonyme familier québécois est niaiser.

#### Anglicismes propres au français de France
- Drugstore: la définition archaïque autrefois utilisée au Québec n'est plus d'usage courant. La définition utilisée en France est un régionalisme pour décrire un centre commercial.

#### Sigles
- RMI, sigle de revenu minimum d'insertion, désignation d'une allocation d'aide sociale. Cela donne RMiste ou érémiste « bénéficiaire du RMI, assisté »[13] remplacé par le RSA.
- PACS, sigle de pacte civil de solidarité, forme d'union civile, ouverte aux conjoints de même sexe ; donne le verbe « se pacser » ;
- IVG, sigle de interruption volontaire de grossesse ;
- GPA, sigle de gestation pour autrui ;
- ISF, sigle de impôt de solidarité sur la fortune ;
- RTT, sigle de réduction du temps de travail ;
- AVC., sigle de accident vasculaire cérébral ;
- SVT, sigle de sciences de la vie et de la terre ;
- TGV, sigle de train à grande vitesse ;
- BTS, sigle de brevet de technicien supérieur ;
- DUT, sigle de diplôme universitaire de technologie ;
- BUT, sigle de bachelor universitaire de technologie.

## Variétés régionales du français en France
Paris étant la ville où sont installés les principaux médias de France, la prononciation parisienne, diffusée par la radio et la télévision, est répandue et contribuerait à une homogénéisation de la façon de parler le français. Cependant, il existe toujours dans de nombreuses régions françaises des variétés régionales identifiables :
- français d'Alsace
- français de Bretagne
- français de Corse
- français de Franche-Comté
- français de Lorraine
- français méridional
- parler lyonnais
- parler parisien
- parler marseillais
- parler savoyard
- parler gaga

## Influence du français de France sur les autres variétés
Pour des raisons historiques et culturelles, le français de France exerce une influence importante sur les autres variétés du français. Ainsi, il arrive que des francismes entrent souvent relativement facilement dans le lexique du français d'autres pays,.

### En Belgique et en Suisse
De manière générale, on peut affirmer qu'en Belgique et en Suisse, l'utilisation d'un français proche du français de France standard a tendance à se répandre, aussi bien en ce qui a trait à la phonétique qu'au lexique.[citation nécessaire] En dehors du vocabulaire, par exemple officiel, lié directement aux institutions et aux réalités françaises, il est vraisemblable qu'il existe peu de francismes qui soient catégoriquement absents du français de Belgique et de Suisse.[citation nécessaire]

### Au Canada
À l'inverse de l'Europe, il n'y a pratiquement personne ayant grandi au Canada en milieu francophone qui parle spontanément avec un accent proche du français de France, quel que soit son niveau d'instruction ou son statut socio-économique. Quant au lexique, il existe « un nombre impressionnant d'écarts dans l'emploi du vocabulaire », entre le français écrit du Canada et celui de la France. Ces écarts sont peu nombreux en grammaire et en syntaxe même si au niveau familier oral, les écarts s'étendent aussi à la grammaire et à la syntaxe.
Jusqu'aux années 1960, « des interventions sur la langue ont pour but d'épurer le français [du Canada] et de l'aligner sur le français de Paris ». Les années 1960 marquent un certain assouplissement et l’Office québécois de la langue française publie un recueil de Canadianismes de bon aloi en 1969 mais la norme préconisée est toujours celle dite du « français international ». Cependant cette norme n'a jamais correspondu dans les faits à la norme linguistique en vigueur au Canada, hormis les circonstances les plus officielles.
Au XXIe siècle, au Canada, le français écrit et celui des communications orales formelles adhèrent sensiblement moins à la norme française que dans les années 1970. En revanche, le français familier tend de manière croissante à se débarrasser des éléments qui divergent de manière très marquée du français écrit, lequel a toujours été plus proche du français de France. Ainsi, les formes grammaticales non standards (par exemple : que je faise « que je fasse ») s'entendent moins souvent, et le nombre d'anglicismes a tendance à diminuer, très souvent (mais pas toujours) au profit de formes francophones (par exemple wipers, remplacé par essuie-glaces). En ce qui concerne la phonétique, la prononciation [mwe] du mot moi, est en déclin, remplacé par [mwa], une prononciation populaire parisienne qui ne s'est pourtant imposée en « bon français » parisien qu'après la Révolution. Cette dernière prononciation était donc à l'origine un francisme au Canada, mais ne l'est plus maintenant.
De très nombreux mots apparus en France après la Conquête anglaise du Canada en 1760 sont passés en français canadien. Les Canadiens francophones ont de plus en plus souvent une connaissance passive, à travers des médias tels que l'édition et le cinéma, de nombreuses expressions propres au français européen.